# Tour Areva
La Tour Areva (conosciuta precedentemente come Tour Framatome e Tour Fiat) è un grattacielo della Francia, precisamente nel quartiere de La Défense, nel comune di Courbevoie, a ovest di Parigi.
Costruito nel 1974, ha un'altezza di 184 metri.
La Tour Areva è completamente nera. Il suo rivestimento è fatto di granito scuro e vetri oscurati. La sua forma è quella di un prisma quadrato.